# Liste der Baudenkmale in Breesen
In der Liste der Baudenkmale in Breesen sind alle denkmalgeschützten Bauten der Gemeinde Breesen (Mecklenburg-Vorpommern) und ihrer Ortsteile aufgelistet. Grundlage ist die Veröffentlichung der Denkmalliste des Landkreises Mecklenburgische Seenplatte (Auszug) vom 20. Januar 2017.

## Baudenkmale nach Ortsteilen

### Breesen
| ID  | Lage               | Bezeichnung                                 | Beschreibung                                                                          | Bild           |
| --- | ------------------ | ------------------------------------------- | ------------------------------------------------------------------------------------- | -------------- |
| 175 | Dorfstraße 22      | Pfarrhaus                                   |                                                                                       |                |
| 176 | Dorfstraße 26      | Gutsanlage mit                              | Besitz der Familien von Krauthoff (17. Jh.) von Engel (ab um 1660), nach 1945 LPG     | Weitere Bilder |
| 176 |                    | Gutshaus,                                   |                                                                                       |                |
| 176 |                    | Verbindungsgebäude,                         | verwilderter englischer Landschaftspark nach Umgestaltung des barocken Parks um 1800. |                |
| 176 |                    | Park,                                       | 2-gesch. Wirtschaftsflügel von 1851                                                   |                |
| 176 |                    | Verwalterhaus,                              |                                                                                       |                |
| 176 |                    | Speicher und                                |                                                                                       |                |
| 176 |                    | Stallscheune                                |                                                                                       |                |
| 177 | Dorfstraße (Karte) | Kirche mit                                  | Teilweise verputzter Fachwerkbau von 1712, einheitlicher Innenumbau von 1832          | Weitere Bilder |
| 177 |                    | Friedhofsmauer (backsteinerne Zaunpfeiler), |                                                                                       |                |
| 177 |                    | Grabstätte Engel und                        |                                                                                       |                |
| 177 | (Karte)            | Mausoleum                                   |                                                                                       |                |

### Kalübbe
| ID  | Lage                              | Bezeichnung                        | Beschreibung                                                                         | Bild         |
| --- | --------------------------------- | ---------------------------------- | ------------------------------------------------------------------------------------ | ------------ |
| 569 | Kalübbe 29                        | Gutshaus mit                       | Nicht sanierter, 2-gesch., 11-achsiger Putzbau mit südl. Veranda und Krüppelwalmdach | Gutshaus mit |
| 569 | Kalübbe 30                        | Wirtschaftshaus (Seitenflügel) und |                                                                                      |              |
| 569 | Kalübbe 29 (und an Kalübbe 31/32) | Park                               |                                                                                      |              |

### Pinnow
| ID  | Lage                         | Bezeichnung            | Beschreibung | Bild           |
| --- | ---------------------------- | ---------------------- | --- | -------------- |
| 878 | Pinnow 5, 6                  | Wohnhaus               | |                |
| 879 | Pinnow 31, 32, 34, 35, 36    | Gutsanlage mit         | 1-gesch., historisierender im Carré um einen Innenhof angelegter Backsteinbau von 1869 nach Plänen von Heinrich Wiethase für Familie von Klinggräff, 2-gesch. Mittelteil mit Walmdach, nach 1945 Wohn- und Gemeindehaus, Post und Sitz der LPG-Verwaltung, Leerstand ab um 1980                                                  | Weitere Bilder |
| 879 | Pinnow 36                    | Gutshaus,              | |                |
| 879 |                              | Park,                  | |                |
| 879 |                              | Grenzstein,            | |                |
| 879 |                              | Transformatorenhaus I, | |                |
| 879 |                              | Transformatorenhaus II | |                |
| 880 | Pinnow (Karte)               | Kirche mit             | Die Fachwerkkirche wurde um 1730 mit oktogonalen Chorabschluss erbaut. Sie hat einen Vorbau an der Süd- und Nordseite und einen rechteckigen Turm aus Backstein und Feldstein, dieser Turm wurde 1907 erbaut. Das Dach trägt einen Pyramidenhelm. Bei der Renovierung im Jahre 1907 wurde die bauzeitliche Ausstattung übermalt. | Weitere Bilder |
| 880 |                              | Friedhof,              | |                |
| 880 |                              | Mauer,                 | |                |
| 880 |                              | Grabstätte Klinggräff, | |                |
| 880 |                              | Grabmal Wilke          | |                |
| 881 | (im Wald am Weg nach Zirzow) | Kriegerdenkmal 1914/18 | |                |

## Quelle
- Karte der Baudenkmale im Geoportal des Landkreises